# 策楞
策楞（穆麟德轉寫：ts῾ereng；1710年—1756年），字静斋，钮祜禄氏，满洲镶黄旗人，清朝官員。尹德嫡长子。

## 早年岁月
策楞1710年出生，是尹德长子，他家和皇室很有渊源，策楞日后说：“阖家之顶戴者，悉出君恩，即一饮一食，何莫非仰沾帝赉？”“臣兄弟仰蒙我皇上豢养成人，隆恩异数，有加无已。臣母顶戴皇恩，目擎心喜。”策楞的母亲也被尹德宠爱，后来又生二子，策楞说：“臣母随侍臣父三十余年，生臣策楞及臣弟阿敏尔图、阿里衮三人。”
相比于年少无知的訥親，策楞和乾隆帝是同龄人，乾隆帝在皇子时期就与策楞熟悉。

## 初入仕途
乾隆初为御前侍卫，乾隆二年秋，永定河決，乾隆帝出帑命策楞至盧溝橋賑災民。官至广州将军，袭二等公爵。乾隆六年（1741年），署福建巡撫。1743年（乾隆八年）1月28日至7月17日期間，奉旨接替慶復代理擔任兩廣總督。廣東巡撫託庸弹劾布政使唐綏祖贓私，策楞调查，发现唐綏祖屈枉，于是加太子少傅，之後，策楞亦再擔任兩廣總督兩次。皇太子永琏奉安时，策楞专程要求来参观。

## 讷亲获罪
1748年担任两江总督，其弟訥親承父爵進升為一等公，以攻打金川被贬。乾隆帝说：“讷亲出事又不关策楞的事，他不用赔钱。”乾隆帝通过对比，发现“还是策楞做得好”，乾隆十三年（1748年）十月，因此命策楞襲爵，仍為二等公。

## 边塞岁月
策楞后改任川陕总督，旋以川、陕辖地广改为二督，策楞任四川总督。大阿哥永璜去世，永璜的师傅张廷玉被罢配享太庙，策楞特别把这事通知傅清。
至1753年。参赞经略傅恒军务，征讨金川，率部平定杂谷土司为乱，班師行賞，策楞加太子太保。
乾隆十四年（1749年），策楞与来到成都的傅清经常讨论藏地局势，条屡分析，傅清本人反反复复阅读纪山奏折，苦思对策。
乾隆十五年（1750年），以四川总督由清政府指派領兵进入西藏平珠爾默特那木札勒之乱，没想到傅清已杀藏王，便與提督岳鍾琪及侍郎兆惠，駐藏大臣納穆札爾、班第等審定規制，奏请《西藏善後章程》十三條，由朝廷頒行。策楞不肯相信傅清已死，沿途打听傅清的情况，自己又想着应该赶紧接应，策楞向乾隆帝报告说：“臣策楞一面领兵星赴炉地，相机分别进剿应援……如珠尔默特那木扎尔业已服诛，而大臣被火属实……臣策楞年力正壮，可以日夜星驰前进。”不过策楞写完这封奏折，就接到了更详细的情况，藏王被杀，傅清被害，被抢走了八万两，官邸被放火等。这封奏折乾隆帝接到后看了直言：“朕深为悯恻，不觉涕零。”

## 母亲去世
策楞为母丁憂，還京師。江南淮、揚水災，命他与尚書劉統勳前去调查。河道總督高斌被黜，乾隆帝即令策楞署南河總督。河決銅山張家馬路，乾隆又以策楞不懂河工，改授兩廣總督。

## 失宠与死亡
乾隆十九年（1754年）曾参预用兵准噶尔部，历任定边左副将军，参赞大臣。准噶尔部阿睦尔撒纳内附，尚书舒赫德经常给策楞出馊主意，导致策楞被乾隆帝恶骂一顿，最后策楞的精神受到舒赫德影响，越发不正常。
策楞与舒赫德等上疏以为宜有所控制，触怒乾隆帝，被削职。阿睦尔撒纳苦苦为策楞求情，但被乾隆帝拒绝，阿睦尔撒纳叛乱後，想救出策楞，乾隆帝为争取策楞的支持，起用策楞为定西将军。乾隆二十一年（1756年）正月策楞和扎拉丰阿、玉保等人第一次欺君罔上，谎报捷音，乾隆帝高兴的回了朱批：“欣喜阅览，尔等皆为奏功之朕之好大臣也，理应施恩，皆已降旨。”二月十三日，因为乾隆帝看出细节的破绽，策楞只好承认自己的欺君之罪：“奴才等欣喜之下不知所措，当即贺奏报捷。今观陆续突出人员所告情形，阿睦尔撒纳未被擒获者属实，如此军机大事，奴才等并未详加坐实，即草率报捷者，殊属轻浮，益思之，实深恐惧，均无地自容。”乾隆帝回答说：“此有何要紧？尔等何以竟不期进剿擒贼，未称朕意。”
策楞以畏敌退缩，坐视北路军覆败。最初乾隆帝想赦免策楞，乾隆帝说：“昨日伊等奏折递到，朕甚为烦闷阅讫……策愣等此次所办，愈至不堪入目，国法内载，有功应赏，有过即罚……今策愣等使阿睦尔撒纳逃脱，按理即应治罪，今姑且不予治罪……”策楞得到消息，假装迎合：“奴才若不擒得贼阿睦尔撒纳，则不惟无生路，即死，鬼魂亦无栖所。”“已死奴才策愣惶恐失魂，以致不知所措，惟有与达勒当阿合力同心，必擒阿睦尔撒纳成事。”
乾隆二十一年，因久不能获阿睦尔撒纳，论罪被堂弟达勒当阿槛送京师，途中和玉保一起为准噶尔兵劫杀。头等侍卫胡济图、副前锋参领孝柱等十二人当场同时被杀，索伦兵达雅木保突出重围侥幸幸存。乾隆帝得知消息，认为策楞要是像班第那种死法，尚且是死得其所，如今这种不明不白的死去，虽然是遭天谴，但实在是枉死。
因策楞日久无功，傅恒准备奔赴军营，这一出去心花怒放，不想回北京了。因此傅恒走到山西，乾隆帝又觉得不应该让傅恒走，怕他重蹈策楞的覆辙，国法难容。乾隆帝怕傅恒成为下一个策楞，批示说：“人去行走月余，尔抵达办理又能及时乎？初次尚属可也，如此再三再四取巧者，不知朕意也，既然如此，来去听尔所愿。”

## 子女
有子数人：特英額、特通额、特昇额（字旭亭）、特清额、特成额、特勝額、特明額。

## 延伸阅读
[在维基数据编辑]
 《清史稿/卷314》，出自趙爾巽《清史稿》